# Giardino d'inverno (programma televisivo)
Giardino d'inverno è stato un programma televisivo italiano di genere varietà musicale, in onda sul Programma Nazionale dal 21 gennaio 1961, il sabato sera alle 21:00 per dodici puntate.  È stato il primo programma RAI a carattere musicale leggero, destinato al prime time, a proporre ospiti fissi di valore (all'epoca) internazionale. Rappresentò il debutto in Italia delle gemelle Kessler.
Dall'autunno dello stesso anno la formula fu ripresa ed ampliata nel programma suo successore, il più celebre Studio uno.

## Il programma
Il programma vede aprire il music-hall a suggestioni internazionali. Ogni serata è infatti caratterizzata da un tema: dalla Chicago del jazz alla Bahia dei ritmi sudamericani, grazie all'orchestra di quaranta elementi guidata da Gorni Kramer.
Il varietà, condotto dal Quartetto Cetra, vede gli spazi comici animati da Henri Salvador e segna il debutto in Italia delle Gemelle Kessler, nonché di Ornella Vanoni come vedette per la canzone italiana.

## Cast tecnico
- Regia: Antonello Falqui
- Coreografie: Gino Landi e Don Lurio
- Direzione musicale: Gorni Kramer